# Bølle Bob - Alle tiders helt
Bølle Bob - Alle tiders helt er en dansk film fra 2010.

## Medvirkende
- Thomas Norgreen - Bølle Bob
- Julia Wentzel Olsen - Lise Mette
- Emilie Werner Semmelroth - Smukke Sally
- Nicoline Kabel - Smut
- Tommy Kenter - Politimester Quist
- Henning Jensen - Borgmester
- Mille Dinesen - Frk. Friis
- Allan Olsen - Valde
- Kirsten Norholt - Fru Basse
- Alexandre Willaume - Benny
- Robert Hansen - Sonny
- Niels Ellegaard - Blom
- Trine Appel - Mor
- Kristian Ibler - Far
- Lise Schrøder - Tante Anna
- Omar Marzouk - Taxachauffør
- Rasmus Uldahl Eriksen - Lasse
- Sophus Emil Løkkegaard - Leslie
- Malika Ferot - Eva
- Celine Szabo - Gerda
- Dan Boie Kratfeldt - Avisbud

## Eksterne links
- Bølle Bob - Alle tiders helt på Internet Movie Database (engelsk)
- Bølle Bob - Alle tiders helt på Filmdatabasen
- Bølle Bob - Alle tiders helt på danskefilm.dk
- Bølle Bob - Alle tiders helt på danskfilmogtv.dk
- Bølle Bob - Alle tiders helt på Scope
- Bølle Bob - Alle tiders helt på The Movie Database (engelsk)